# Paul Doiron
Pour les articles homonymes, voir Doiron.
Paul Doiron, né dans le Maine, est un écrivain américain, auteur de roman policier.

## Biographie
Paul Doiron fait des études à l'université Yale où il obtient un diplôme en anglais, puis s'inscrit au Emerson College et devient titulaire d'une maîtrise en écriture créative. Il est le rédacteur en chef du Down East: The Magazine of Maine (en).
En 2010, il publie son premier roman, The Poacher’s Son, grâce auquel il est lauréat du prix Barry 2011 du meilleur premier roman. Ce titre met en scène Mike Bowditch, un garde-chasse qui officie dans les contrées sauvages du Maine.

## Œuvre

### SérieMike Bowditch

#### Romans
- The Poacher’s Son (2010)
- Trespasser (2011)
- Bad Little Falls (2012)
- Massacre Pond (2013)
- The Bone Orchard (2014)
- The Precipice (2015)
- Widow-Maker (2016)
- Knife Creek (2017)
- Stay Hidden (2018)
- Almost Midnight (2019)
- One Last Lie (2020)
- Dead by Dawn (2021)
- Hatchet Island (2022)
- Dead Man’s Wake (2023)
- Pitch Dark (2024)

#### Nouvelle
- Rabid – A Mike Bowditch Short Story (2018)

#### Recueil de nouvelles
- Skin and Bones: And Other Mike Bowditch Short Stories (2025)

## Prix et distinctions

### Prix
- Prix Barry 2011 du meilleur premier roman pour The Poacher’s Son[2]

### Nominations
- Prix Macavity 2011 du meilleur premier roman pour The Poacher’s Son[3]
- Prix Anthony 2011 du meilleur premier roman pour The Poacher’s Son[4]
- Prix Edgar-Allan-Poe 2012 du meilleur premier roman pour The Poacher’s Son[5]
- Prix Edgar-Allan-Poe 2019 de la meilleure nouvelle pour Rabid – A Mike Bowditch Short Story[5]
- Prix Barry 2022 du meilleur thriller pour Dead by Dawn[2]